# Alberto Blanco (rugby à XV)
Pas d'image ? Cliquez ici

a Compétitions nationales et continentales officielles uniquement.

b Matchs officiels uniquement.
Dernière mise à jour le 12 mai 2024.
Alberto Blanco, né le 18 octobre 1990, est un joueur espagnol de rugby à XV qui évolue au poste de pilier . Il est le frère de Francisco Blanco, autre pilier international espagnol.

## Biographie
Alberto Blanco débute le rugby à l'âge de 10 ans au sein du Valladolid RAC, l'un des deux prestigieux clubs de Valladolid. Il débute avec l'équipe sénior en División de Honor à l'âge de 18 ans, face à Gernika. Considéré comme un expert des mêlées, il est membre des équipes d'Espagne moins de 18 ans et moins de 21 ans. En 2010, il attire l'oeil du sélectionneur espagnol Régis Sonnes, qui l'intègre aux camps d'entraînement de la sélection nationale,. Présent au sein du groupe jusqu'en 2012, il ne portera néanmoins pas le maillot de la sélection en match.
En 2012, il quitte l'Espagne pour la France. Déjà contacté en 2011 par l'Union Bordeaux Bègles où évoluait son frère, Alberto Blanco avait dû décliner l'invitation, à cause d'un délais trop court pour organiser la poursuite de ses études. Finalement en 2012, une convention est trouvée entre son université (l'Université européenne Miguel de Cervantes (en)) et l'Université de Bordeaux. Il bénéficie ainsi d'une bourse pour poursuivre ses études, tout en intégrant le centre de formation de l'Union Bordeaux Bègles. Il y rejoint aussi Régis Sonnes, le sélectionneur de l'Espagne y occupant les fonctions d'entraîneur des avants.
Il reste une saison en France, et revient ensuite dans son club formateur. Avec son club, il va remporter de nombreux succès, notamment quatre titres consécutifs de champion d'Espagne entre 2017 et 2020. 
En 2016, il débute enfin en sélection, à l'occasion d'un match de Coupe des Nations face à la Namibie. Il va alors devenir un élément important de l'équipe nationale, étant régulièrement sélectionné les années suivantes.

## Carrière

### En club
- 2008-2012 :  Valladolid RAC
- 2012-2013 :  Union Bordeaux Bègles
- Depuis 2013 :  Valladolid RAC

### Palmarès
- Championnat d'Espagne 2011-2012,  2013-2014, 2014-2015, 2016-2017, 2017-2018, 2018-2019, 2019-2020, 2020-2021, 2022-2023
- Coupe d'Espagne 2013-2014, 2014-2015, 2017-2018, 2022-2023
- Supercoupe d'Espagne de rugby à XV 2010, 2012, 2014, 2015, 2016, 2017, 2019
- Coupe ibérique de rugby à XV 2014, 2017, 2018, 2019, 2020, 2021-2022

## Statistiques

### En sélection
| Année | Compétition       | Matchs | Points | Essais | Transf. | Drops | Pénal. |   |
| ----- | ----------------- | ------ | ------ | ------ | ------- | ----- | ------ | - |
| 2016  | Coupe des Nations | 1      | -      | -      | -       | -     | -      |   |
| 2017  | REC               | 4      | -      | -      | -       | -     | -      |   |
| 2017  | Coupe des Nations | 3      | -      | -      | -       | -     | -      |   |
| 2018  | REC               | 3      | -      | -      | -       | -     | -      |   |
| 2018  | Test              | 2      | -      | -      | -       | -     | -      |   |
| 2019  | Tests matchs      | 4      | -      | -      | -       | -     | -      |   |
| 2020  | REC               | 4      | -      | -      | -       | -     | -      |   |
| 2021  | REC 2020          | 1      | -      | -      | -       | -     | -      |   |
| 2021  | Test              | 1      | -      | -      | -       | -     | -      |   |
| 2023  | REC 2023          | 1      | -      | -      | -       | -     | -      |   |
| 2023  | Total             | Total  | 25     | -      | -       | -     | -      | - |